# Phil Ramone

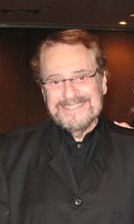
Phil Ramone (2009)

Philip „Phil“ Ramone (* 5. Januar 1934 in Südafrika; † 30. März 2013 in New York City) war ein US-amerikanischer Besitzer von Tonstudios, Toningenieur und Musikproduzent.

## Leben
Bereits im Alter von drei Jahren begann er, Violine zu spielen, und schon 1951 spielte der talentierte Ramone bei einer Command Performance für Königin Elisabeth II. Im selben Jahr 1951 beschwerte sich sein Musiklehrer zu Recht, dass er beim Violinspiel die Musik nicht von Notenblättern ablas, sondern auswendig spielte. Bei RCA wirkte er am 15. Januar und 28. Dezember 1953 in Orchestern bei Aufnahmesessions für die Fernsehserie Kate Smith Hour mit. Am 14. Dezember 1953 erhielt der Südafrikaner die US-Staatsbürgerschaft. Ab 1954 besuchte er die berühmte Juilliard School of Music, wo er eine klassische Violinausbildung erhielt und der Jazzklarinettist Phil Woods sein Klassenkamerad war.

### Erste Erfahrungen im Tonstudio
Sein erster Job im Tonstudio waren Geigenaufnahmen in den New Yorker JAC Recording Studios für Demozwecke. Diese Tonstudios gehörten Jack Arnold (Piano) und Charles Leighton (Jack and Charles) und waren in Leightons Penthouse-Appartement untergebracht. Hier lernte Ramone die Studioarbeit und Quincy Jones kennen, der sein Interesse an Jazz weckte. Mittellos, besorgte sich Ramone 4.000 Dollar und mietete im November 1958 zusammen mit Jack Arnold Räume in der 112 West 48 Street, nur 14,6 × 11,5 Meter groß und ursprünglich für Werbefilmaufnahmen genutzt. Arnold wurde Partner von Ramone. Sie benannten die unabhängigen Tonstudios A&R Recording Inc. nach den Anfangsbuchstaben ihrer Nachnamen. Anfangs gab es hier zwei Ampex-Tonbandmaschinen (Ampex 300, Drei-Spur und 350 Zwei-Spur). Sein Gründungspartner Jack Arnold fiel krankheitsbedingt oft aus und ließ sich durch seinen Sohn vertreten. Im Dezember 1958 wurde bei A&R Bill Schwartau als Chefingenieur eingestellt, Arthur Downs Ward war Präsident und Ramone Vizepräsident des Tonstudios. Das erste wichtige Album für A&R und Ramones Durchbruch war das zwischen dem 6. Mai und 23. Juni 1959 entstandene Album The Genius of Ray Charles, produziert von Jerry Wexler, arrangiert von Quincy Jones; Ramone assistierte den Toningenieuren Tom Dowd und Bill Schwartau (veröffentlicht im Oktober 1959, Rang 17 der US-LP-Charts). Obwohl Atlantic Records eigene berühmte Tonstudios besaß, wurde diese LP in den A&R-Studios aufgenommen, weil Tom Dowd vom Sound überzeugt war. In Ramones neuem Studio war die Decke 3,65 Meter hoch, was bei den Aufnahmen für Raum und Tiefe sorgte.

### Die 1960er Jahre
Nächster Meilenstein war das letzte Jazz-Album von John Coltrane wieder für Atlantic Records, Olé Coltrane, das am 25. Mai 1961 von Ramone eingepegelt wurde und erst im Februar 1962 auf den Markt kam. Danach übernahm Brooks Arthur die 50%ige Beteiligung von Arnold. Ramone installierte das Soundsystem und führte den Soundcheck bei Präsident Kennedys vorgezogener Geburtstags-Party am 19. Mai 1962 (also 10 Tage vor dem eigentlichen 45. Geburtstag) im Madison Square Garden durch, damit Marilyn Monroe „Happy Birthday, Mr. President“, begleitet vom Orchester Hank Jones vor 15.000 amüsierten Gästen singen konnte. Danach produzierte er am 13. September 1962 die Quincy-Jones-LP Big Band Bossa Nova.
Für Lesley Gore entstanden unter seiner Aufsicht die Single-Hits It’s My Party (aufgenommen am 30. März 1963; Rang #1 der US-Single-Hitparade), Judy’s Turn to Cry (14. Mai 1963; #5) und 1964 You Don’t Own Me (Dezember 1963; #2). Ramone fungierte bei Lesley Gore als Toningenieur neben dem Produzenten Quincy Jones; im Wege des Overdub sang sie nochmals über ihre im Bell Sound Recording Studio bereits vorproduzierte Originalstimme. Sie verschaffte Ramone den ersten Tophit als Toningenieur.
In den A&R-Studios entstand Ramones erster Hit als Produzent, die Single More (27. Mai 1963) für Kai Winding, der mit diesem Instrumentalhit bis auf Rang 8 der US-Hitparade vordringen konnte. Ramone pegelte für Kai Winding unter Produzent Creed Taylor die LP Jazz For Playboys (5. Februar 1963) sowie die EP !!!More!!! (31. Mai 1963) ein. Am 3. Oktober 1963 wurde für Kai Winding das in mehrfacher Hinsicht bemerkenswerte Time is on my Side aufgenommen. Im Hintergrund der von Creed Taylor produzierten Aufnahme sang ein Chor mit Cissy Houston, Dionne und Dee Dee Warwick, später wurde sie ein Hit für die Rolling Stones. Windings Posaune übernahm in diesen Instrumentalstücken die Rolle des Sängers.
Am 8./9. und 27. Februar 1963 pegelte Ramone für Stan Getz/Luiz Bonfá die LP Jazz Samba Encore! ein. Am 9./10. Mai 1963 war Phil Toningenieur für Antônio Carlos Jobims LP Quiet Nights. Erneut stand Stan Getz (Tenorsaxophon) am 18. und 19. März 1963 für die LP Getz/Gilberto bei A&R vor den Mikrofonen (Creed Taylor produzierte mit João Gilberto/Gitarre, Antonio Carlos Jobim/Piano, Otavio Bailly bzw. Sebastião Neto bzw. Tommy Williams/Bass und Milton Banana/Schlagzeug). Dabei wurde am 19. März 1963 der Bossa-Nova-Klassiker The Girl from Ipanema mit Astrud Gilberto, deren Erstlingsaufnahme fünf Takes benötigte, aufgezeichnet. Das Album wurde mit einem Grammy als „Best Engineered Recording 1964“ ausgezeichnet – die erste wesentliche Ehrung für Ramone. Zwischen dem 2. und 3. November 1964 entstand der größte Teil der Donald-Byrd-LP Up With Donald Bird bei A&R Recording, am 22. November 1963 wurde die Woody-Herman-LP Satin Doll aufgenommen. Wes Montgomery ließ seine LP Movin’ Wes (11. / 16. November 1964) hier verewigen.
Erste Kontakte zum bedeutenden Popmusik-Komponisten Burt Bacharach entstanden, als dieser am 8. Februar 1965 die Single Trains And Boats And Plains / Don’t Go Breaking my Heart in London aufnahm. Das verzerrte E-Piano der A-Seite war der schwachen britischen Aufnahmequalität geschuldet, und auch der eigens eingeflogene Ramone konnte das nicht mehr verbessern. Zwischen Ramone und Bacharach sollte sich wenige Monate später eine erfolgreiche Partnerschaft entwickeln.
Im September 1966 nahm Ramone die Thad Jones/Mel Lewis Orchestra-Jazzalben Presenting Thad Jones (Mel Lewis & the Jazz Orchestra) und Joe Williams and Thad Jones (Mel Lewis & the Jazz Orchestra) in seinen A&R-Studios auf. Jones und Lewis traten mit ihrer Jazzband live im Village Vanguard am 28. April 1967 auf, was Ramone für eine gleichnamige LP verewigte. Ramone überwachte zusammen mit Brooks Arthur 9 Titel für den jungen Neil Diamond ab Februar 1966, veröffentlicht am 29. Oktober 1966 auf der LP The Feel of Neil Diamond (Solitary Man, Februar 1966 oder Kentucky Woman, September 1967), I’m a Believer (Februar 1967) und I Got the Feelin’ (September 1967).

Dionne Warwick – I Say A Little Prayer

Ab 1966 kam Burt Bacharach häufiger in die A&R-Studios, nachdem er für Dionne Warwick die bisher genutzten Bell Sound Studios nicht buchen konnte. Deren siebte LP Here Where There is Love (enthielt die Single-Hits I Just Don’t Know What to do With Myself und Alfie) war die erste in der Zusammenarbeit zwischen Ramone als Toningenieur und Bacharach/Warwick, und wurde am 4. Dezember 1966 veröffentlicht. Am 9. April 1966 entstand bei A&R der Millionenseller I Say a Little Prayer als Teil der Warwick-LP The Windows of the World, die am 9. April 1966, 13. April 1966 und 6. Juni 1966 aufgenommen wurde und erst im August 1967 erschien. Die Sessions mit ihr waren mit 8 Violinen und je 2 Violen und Celli orchestriert. Ebenso wichtig war die Bläsersektion, die im Tandem mit den Streichern zum Einsatz kam. Bei Warwick-Aufnahmen war das Schlagzeug nicht so dominant wie sonst in der Popmusik üblich. Bacharach arrangierte, dirigierte, produzierte und spielte Piano auf der erst im Oktober 1967 veröffentlichten Single. Es folgte die LP Valley of the Dolls (Hits Do You Know the Way to San Jose, 6. Juli 1967 und der Titelsong), aufgenommen am 13. April 1966, 6. Juni 1966 und 6. Juli 1967. Die LP Promises Promises entstand am 7. Juli 1968, 1. und 2. September 1968 und gewann einen Grammy als „Best Score from Original Cast Album“. Insgesamt entstanden bei A&R 8 Hitsingles von Dionne Warwick mit einer so starken Stimme, dass Overdubbing nicht erforderlich war. Es handelte sich meist um Live-Aufnahmen, also ohne vorher aufgenommene Musikspur. Nach Zwischenstationen in anderen Studios kehrte sie erst 1972 für ihre LP Dionne zu A&R zurück.
Inzwischen waren die LPs What’s new, Pussycat? (aus dem gleichnamigen Film, der am 22. Juni 1965 in die Kinos kam) mit dem Titelsong (gesungen von Tom Jones, produziert von Ramone 1965; in Deutschland: Was gibt’s Neues, Pussy?) und Casino Royale (Premiere am 14. April 1967; produziert von Ramone) entstanden. Am 22. und 28. Februar 1967 nahmen Herb Alpert & Tijuana Brass die Filmmusiken zu der Bond-Persiflage Casino Royale in Los Angeles auf, der Film hatte am 13. April 1967 in London Premiere. Anfang 1967 reiste Ramone nach England, um hier in den Phillips London Studios (und nicht bei CTS Cine Tele Sound) mit Dusty Springfield die LP The Look of Love aufzunehmen. Sie entstand zwischen dem 21. und 29. Januar 1967, der Titelsong am Abend des 29. Januar 1967. 1968 produzierte Ramone Nancy Priddys Album You've Come This Way Before für Dot Records.

### Die 1970er Jahre
Anfang 1969 zog A&R Recordings in größere Räume in der 799 7th Avenue, den ehemaligen Columbia Studios. Columbia hatte allerdings vor dem Verkauf die Studios leergeräumt und sämtliches Equipment entfernt. Insgesamt waren hier drei Studios untergebracht, die Ramone durch Bankkredite finanzierte. Hier entstand zunächst eine Reihe von Jazz-LPs wie Grady Tates LP Feeling Life (29./30. Januar 1969 und 4. Februar 1969), Sonny Sharrocks LP Black Woman (A-Seite; 16. Mai 1969), Aufnahmen für Herbie Mann (LP Memphis Two Step; 8. August 1969) oder Ron Carter (LP Uptown Conversation; 6./7. Oktober 1969). Led Zeppelin reiste aus London an, um zwischen dem 20. Mai 1969 und 23. Mai 1969 das 2nd Album (Hits: Whole Lotta Love und Heartbreaker) einpegeln zu lassen. Es folgten Aufnahmen für Van Morrisons LP Moondance (August bis November 1969). Louis Armstrong ließ von Ramone We Have All the Time in the World am 23. Oktober 1969 bei A&R Recording einpegeln, als sich der Bondfilm noch im Editing-Prozess befand. Komponist John Barry dirigierte erstmals in der Bond-Historie ein amerikanisches Orchester.

Billy Joel – Honesty

Er produzierte die Soundtrack-LP Midnight Cowboy von John Barry (veröffentlicht am 25. Mai 1969), deren Single-Hit Everybod’s Talkin’ von Harry Nilsson (8. November 1967, auf Nilssons LP Aerial Ballet im August 1968 enthalten) allerdings nicht mit Ramones Beteiligung entstanden war. Ab 22. Oktober 1970 war A&R in die Aufnahmesessions der Paul-&-Linda-McCartney-LP Ram eingebunden (Rang 1 in Großbritannien; Single: Uncle Albert), die sich bis 22. Juli 1971 hinzogen. Richard „Groove“ Holmes nahm die Single Theme From Love Story am 19. Mai 1971 auf, Peggy Lee erschien im Tonstudio Capitol Tower Hollywood für die LP Where Did They Go (5./6. April und 11. Mai 1971) mit Ramone als Toningenieur. Mother Earths gleichnamige Bluesrock-LP entstand am 25. Juni 1971, Delaney & Bonnie nannten sogar ihre am 22. Juli 1971 hier aufgenommene LP nach den Studios: A & R Recording Studios. Der alte Weggefährte Quincy Jones verewigte 1971 ein eigenes Album mit dem Titel Smackwater Jack, das Ramone bei A&R produzierte und einpegelte (veröffentlicht im Oktober 1971). 1971 produzierte Ramone mit Peter Yarrow das selbstbetitelte Debütalbum der Band Lazarus.
Dionne Warwick kehrte 1972 für ihre LP Dionne zurück. Paul Simon ließ von Ramone seine Single Me And Julio Down By the Schoolyard überwachen (Januar bis März 1971), dann war Ramone als Toningenieur für Simons LP There Goes Rhymin’ Simon (veröffentlicht am 5. Mai 1973) zuständig. Paul Simon nutzte Ramone als „faktischen Produzenten“, um Simons Soloalben musikalisch von Simon & Garfunkel zu distanzieren. Auch die nächsten beiden LPs Paul Simon in Concert: Live Rhymin’ (kam im März 1974 auf den Markt) und Still Crazy After all These Years (Single: 50 Ways to Leave Your Lover ist Simons größter Soloerfolg; veröffentlicht Oktober 1975) entstanden mit Ramones Beteiligung; letzteres Album benötigte 9 Monate Produktionszeit und gewann einen Grammy als „Album of the Year“. Bob Dylan nahm im Studio A ab 16. September 1974 bis 19. September und am 8. Oktober 1974 die LP Blood on the Tracks mit Ramone auf (Januar 1975). Billy Joel wurde zu einem der wichtigsten Studiomieter, denn die LPs The Stranger (Single: Just the Way You Are; Juli–August 1977; Rang 2) und 52nd Street (Juli bis August 1978; “Album of the Year”; Single: Honesty; Rang 1) und Glass Houses (veröffentlicht am 10. März 1980; Rang 1) wurden in den A&R-Studios hergestellt.
Chicago hatte als Hauptproduzenten James William Guercio, doch wurden die weniger erfolgreichen LPs Hot Streets (Single: Alive Again; Mai bis Juni 1978) und das erfolgloseste Studioalbum Chicago 13 (Mai bis Juni 1979) von Ramone produziert.

### Die 1980er Jahre

Paul McCartney – Once Upon A Long Ago

Beinahe Billy Joels komplettes Repertoire wurde unter Mitwirkung von Ramone aufgenommen. So die weiteren LPs Songs in the Attic (Juni bis Juli 1980; veröffentlicht September 1981) und An Innocent Man (Anfang 1983; Singles: Uptown Girl, Tell Her About It und The Longest Time). Simon & Garfunkels berühmte Live-LP The Concert in Central Park (19. September 1981) wurde von Ramone mit produziert. Die im Februar 1982 herausgebrachte Live-LP war mit 2 Millionen Exemplaren die weltweit erfolgreichste LP mit Ramones Beteiligung.
Am 1. Oktober 1982 wurde die in seinem Studio zwischen Juli und August 1978 produzierte LP 52nd Street von Billy Joel als erste kommerzielle CD veröffentlicht, die als Schallplatte bereits am 13. Oktober 1978 erschienen war. Julian Lennon vertraute sein Debüt-Album Valotte (Februar bis August 1984; Single: Too Late For Goodbyes, veröffentlicht Oktober 1984) dem erfahreneren Ramone an. Joels LP The Bridge (veröffentlicht Juli 1986; Singles: This is the Time und A Matter of Trust) war das letzte von Ramone für ihn produzierte Album. Paul McCartney ließ seine Single Once Upon a Long Ago (November 1987, Rang 10 in Großbritannien) von Ramone produzieren (der langjährige Beatles-Produzent George Martin war nur Mixer). 1989 überwachte Ramone die Produktion von vier bisher unveröffentlichten Titeln des Geschwister-Duos Carpenters aus den Jahren zwischen 1978 und 1982 für die LP Lovelines. Auch die Barbra-Streisand-LP Till I Loved You (veröffentlicht 25. Oktober 1989) kam aus den A&R-Studios.

### Die 1990er Jahre und danach
Frank Sinatra ließ seine LP Duets bei Capitol Records (Studio A) von Ramone zwischen August und September 1993 einpegeln. Das Album wurde kritisiert, weil Sinatras Duett-Partner nicht zusammen mit ihm synchron aufnahmen, sondern ihren Gesang in anderen Studios an seinen vorproduzierten Gesangsteilen orientierten. Ein Jahr danach kam im November 1994 Sinatras LP Duets II auf den Markt. Die LP Karen Carpenter enthielt Aufnahmen zwischen 1979 und 1980 und kam im Oktober 1996 auf den Markt. Ab 1997 besuchte Patricia Kaas seine Studios, gefolgt von Aufnahmen für die Burt Bacharach-LP One Amazing Night (neue Coverversionen von Bacharach-Kompositionen; 1998). Der Live-Auftritt von Liza Minnelli im Palace Theater am 27. Dezember 1999 wurde von Ramone produziert. Am 20. und 21. Oktober 2000 produzierte er den Live-Auftritt von Elton John und Kiki Dee, verewigt auf der LP One Night Only (mit ihrem Remake von Don’t Go Breaking My Heart im Madison Square Garden). Die meisten Stücke der Rod-Stewart-LP It Had to Be You wurden von Ramone produziert (Oktober 2002). Liza Minnellis Live-Show vom 2. Juni 2002 wurde als LP Liza’s Back von Ramone produziert. Für Ray Charles schloss sich sein künstlerischer Lebensbogen in den Tonstudios von Ramone. Dieser hatte bei der ersten LP von Ray Charles mitgewirkt, Ramone sollte auch seine letzte LP Genius Loves Company (Juni 2003 bis März 2004) produzieren. Charles verstarb kurz danach am 10. Juni 2004. Paul Simon griff erneut auf Ramone für das Album So Beautiful or so What (kam am 8. April 2011 auf den Markt) zurück, Tony Bennett ließ seine LP Duets II (20. September 2011) von dem mittlerweile über 50 Jahre produzierenden Ramone verewigen.
Ramone, inzwischen 70 Jahre alt, produzierte den Jazz-Klassiker Body and Soul für Amy Winehouse & Tony Bennett in den Abbey Road Studios am 23. März 2011, Amys letzte Studioaufnahme vor ihrem Tod am 23. Juli 2011. Die Single wurde posthum am 14. September 2011 auf den Markt gebracht. 2013 produzierte er zusammen mit George Michael dessen Album Symphonica, welches ihm 2014 postum gewidmet wurde.

### Innovative Studiotechnik und Rezeption
1966 baute er mit Sonny Lester und Manny Albam das United-Artists-Sublabel Solid State auf, das bis 1969 bestand. A&R Recordings war das erste unabhängige Tonstudio in den USA mit 4 Spur-Technik. Im Oktober 1970 eröffneten A&R die ersten satellitengestützten Tonstudios in Jacksonville (Florida) und später in weiteren Städten. Ramone war der erste, der 1976 Dolby 4-Spur einsetzte, und zwar beim Soundtrack A Star is Born (LP von Barbra Streisand; veröffentlicht im November 1976) und Dolby Surround für den Soundtrack One Trick Pony von Paul Simon (August 1980). Im Mai 1986 nutzte Ramone als erster Produzent in seinem Studio den Dolby Spectral Recording (SR)-Prozess bei der Filmmusik zu „Ruthless People“ (deutscher Titel: Die unglaubliche Entführung der verrückten Mrs. Stone). Er produzierte die erste High Definition TV-Show Liza Minnelli: Live From Radio City Music Hall (10. November 1992). Er verkaufte 1989 seine Produktionsfirma A & R Recordings, blieb jedoch weiterhin als Musikproduzent oder Toningenieur tätig.
Ramone gilt als einer der technisch und kreativ versiertesten Musikproduzenten und hat stilübergreifende Maßstäbe gesetzt, ob in Rhythm and Blues, Country-Musik, Jazz oder der Popmusik. Das brachte ihm den unausgesprochenen Titel als „Papst der Popmusik“ ein. Sein Technologie-Verständnis revolutionierte das Tonstudio, als er als Erster das Dolby Vierspur-Discrete Soundsystem einführte, Fiberoptiken oder digitale Live-Aufnahmen ausprobierte.
Er erhielt Auszeichnungen wie kein anderer Studioinhaber vor ihm. Von 33 Nominierungen erhielt er 15 Grammy Awards, drei davon bezogen sich direkt auf seinen Beruf: 1965 „Best Engineered Recording“ für die Getz/Gilberto-Jazz-LP, 1966 „Best Engineered Recording“ für das Thad Jones-Jazzalbum, 1981 war er „Producer of the Year“. Er erhielt auch einen Emmy (1973 als Sound Mixer für „Duke Ellington...We Love You Madly“). Ramone schrieb das Buch „Making Records: The Scenes Behind the Music“, erschienen im Oktober 2007.

## Von Phil Ramone produzierte Musiker
| - Clay Aiken - Herb Alpert - The Band - Bono - Laura Branigan - Ray Charles - Karen Carpenter - Carpenters - Chicago - Peter Cincotti - Natalie Cole - John Coltrane - Neil Diamond - Bob Dylan - Sheena Easton - Duke Ellington - Melissa Errico - Gloria Estefan - Aretha Franklin | - Heatwave - Billie Hughes - Elton John - Quincy Jones - Tom Jones - Patricia Kaas - Jewel Kilcher - B. B. King - Lazarus - Julian Lennon - Shelby Lynne - Madonna - Barry Manilow - Richard Marx - Paul McCartney - George Michael - Liza Minnelli - Anne Murray - Olivia Newton-John | - Sinéad O’Connor - Fito Páez - Luciano Pavarotti - Peter, Paul and Mary - André Previn - Diane Schuur - Carly Simon - Frank Sinatra - Dusty Springfield - Rod Stewart - Barbra Streisand - James Taylor - The Guess Who - Dionne Warwick - Amy Winehouse - Stevie Wonder - Billy Joel |